# Hevesi Sándor
Hevesi Sándor, születési nevén Hoffmann Sándor (Nagykanizsa, 1873. május 3. – Budapest, 1939. szeptember 8.) magyar rendező, egyetemi tanár, drámaíró, kritikus, író, műfordító, színházigazgató.

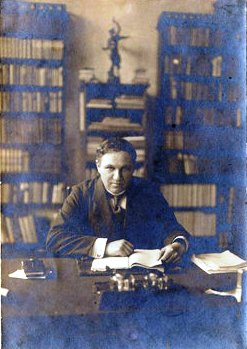
Az 1910-es években

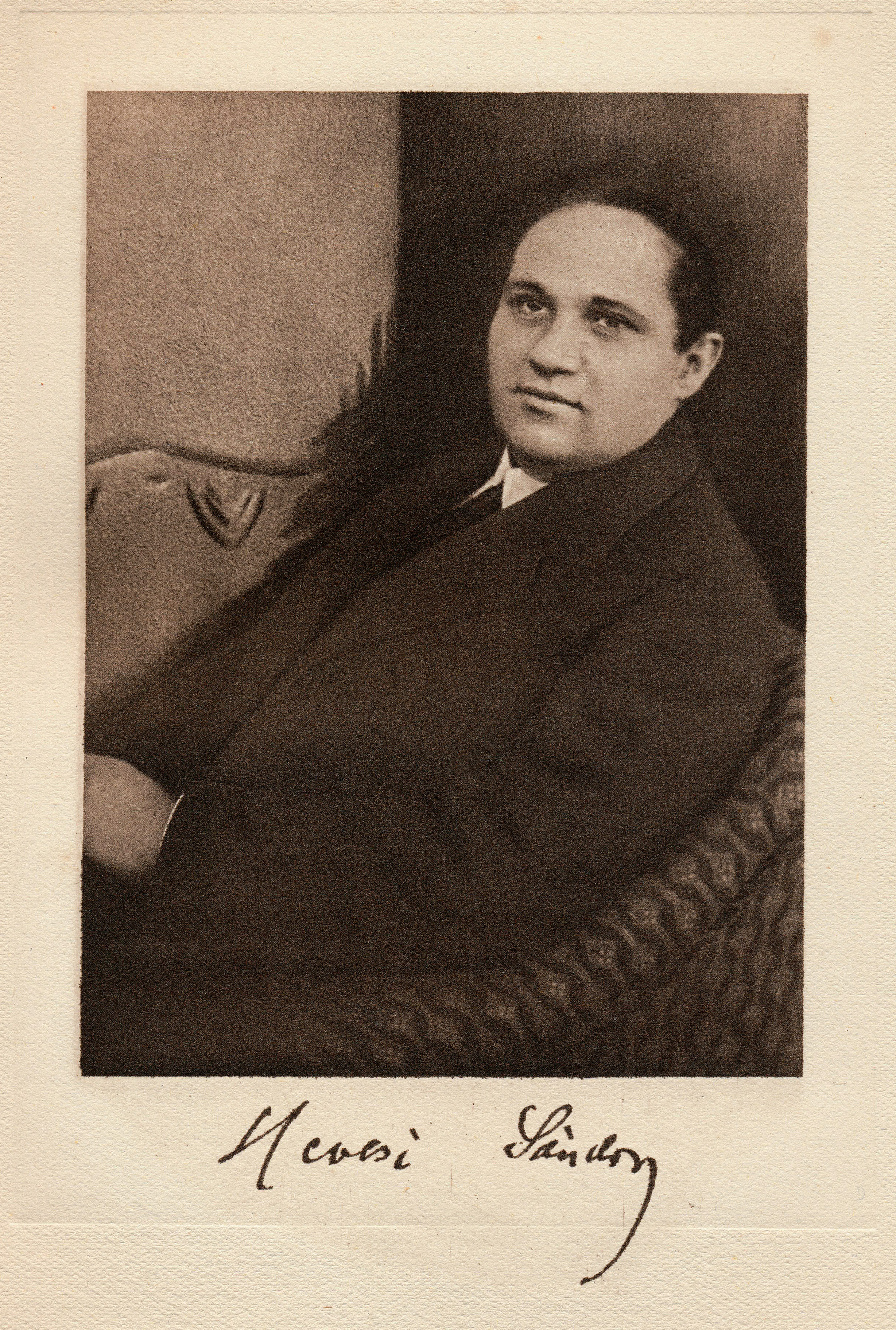
Arcképe és aláírása

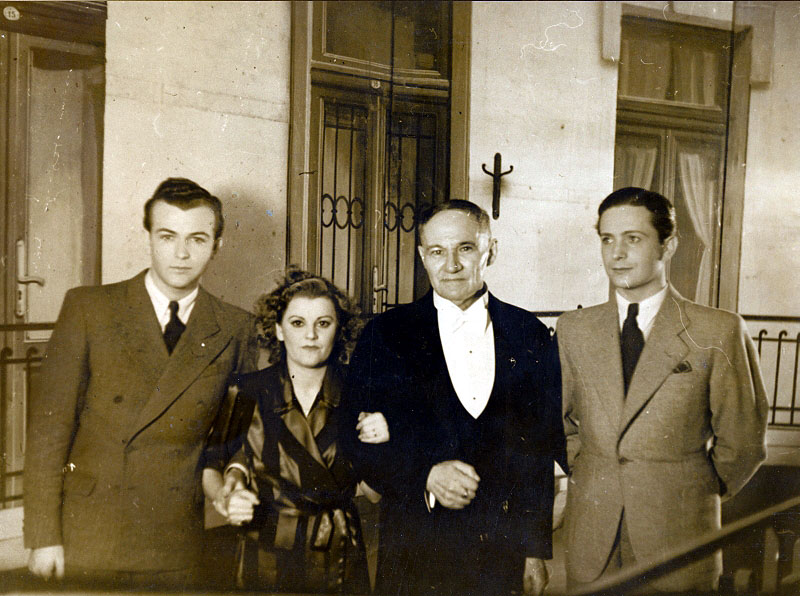
Utolsó darabjai egyikének bemutatója után, közös kép a színészekkel (1938). Hevesi Sándor: A bűvészinas. Belvárosi Színház, 1938. Somogyvári Rudolf (Récsey Viktor, zongoraművész), Turay Ida (Marianne), Hevesi Sándor, a szerző, Szilassy László (Kemény Pál, újságíró)

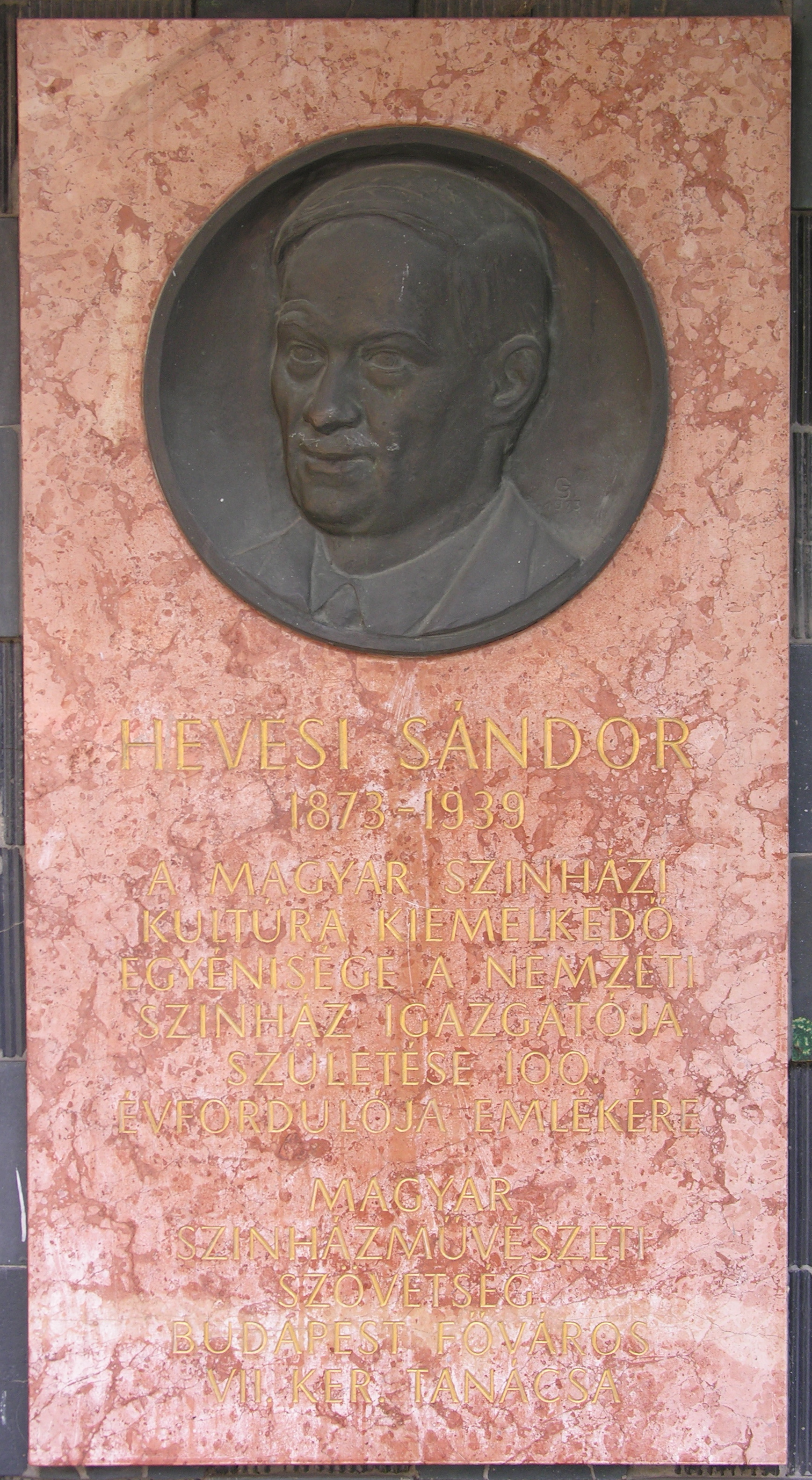
Emléktáblája Budapest VII. kerületében

## Élete

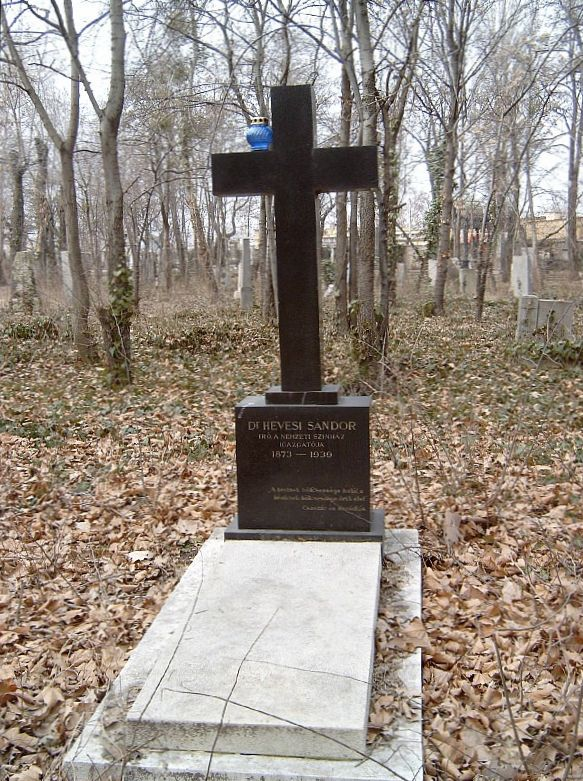
Sírja a Fiumei úti sírkertben (41/1-1-23)

Hoffmann Mór (1843–1915) tanár, szakíró és Wesel Mária "Mina" fia. Római katolikus hitre áttért zsidó családból származott. Jelentkezett a budapesti zeneakadémiára, amelynek felvételi vizsgáját sikeresen letette, de a család anyagi helyzete miatt tanulmányait a budapesti Kereskedelmi Akadémián kezdte meg 1891-ben. A Budapesti Tudományegyetemen elvégezte előbb a jogot, majd a filozófiát és mindkét fakultáson doktorátust szerzett. 1892–1906 között a Magyar Szemle belső munkatársa volt. 1901-ben Beöthy László támogatásával a Nemzeti Színházhoz került rendezőnek. 1904–1908 között a Thália Társaság egyik alapító-rendezője volt. 1907–1908-ban a Népszínház főrendezője; 1908-tól, valamint 1915-től a Nemzeti Színház rendezője, 1922-től főrendezője, 1923-tól 1932-ig igazgatója volt. 1912-től az Operaházban működött mint főrendező, és munkássága nagy hatással volt operarendezésünk modernizálására. Többek között beállította a Mozart-ciklust, felfrissítette a Hoffmann meséi, az Aida, a Troubadour előadásait. Közben a Petőfi Társaság megválasztotta tagjának.
1922-ben Császár és komédiás című darabjával elnyerte a Magyar Tudományos Akadémia Vojnich-díját és ugyanebben az évben a Nemzeti Színház főrendezője lett, 1923-ban pedig a színház igazgatója. Az ő igazgatása alatt a Nemzeti Színház olyan virágzásba jutott, amilyenre még alig volt példa viszontagságos történetében. Nehéz időkben, nehéz körülmények között, az állam ki nem elégítő anyagi támogatásával küszködve, a színház tulajdonképpeni közönségének, a művelt középosztálynak elszegényedése dacára visszaszerezte a Nemzeti Színház népszerűségét. A nézőtér úgyszólván napról napra megtelt, egyik siker a másikat érte. Az izgatott politikai és társadalmi atmoszférában sok támadásnak volt kitéve egy-egy előadása miatt, ő azonban szilárdan állott művészi feladatai mellett. A színház Shakespeare- és Molière-repertoárjait teljesen megújította, az összes darabot újrarendezte, mély tanulmányon alapuló, eredeti felfogásban a két világirodalmi író klasszikus műveiből ciklusokat rendezett, melyek páratlan sikerrel jártak. Különösen a magyar Shakespeare-kultusz valóságos reneszánsza fűződik az ő munkásságához.
A magyar drámairodalom érdekében kifejtett tevékenysége is fokozott jelentőségű. Nemcsak felismerte a tehetségeket, hanem óriási tapasztalatával, finom művészi érzékével segítségükre is volt darabjaik kidolgozásában és a színpadon életképessé tételében. Herczeg Ferenc, Csathó Kálmán, Móricz Zsigmond darabjait kitűnő előadásban nagy sikerre vitte, Zilahy Lajos drámaíró tehetsége ő alatta bontakozott ki. Minden darab rendezésében támogatására volt a rendezőknek. Nem egy szellemes, újszerű rendezés fűződik nevéhez. Az ember tragédiáját, a Faustot, a magyar és külföldi klasszikus irodalom számos más remekét új szcenáriummal hozta színre. A színházban erős fegyelmet hozott létre, vezetése alatt a színészek megfeszített erővel dolgoztak, de szívesen is végezték a nagy munkát, mert napról-napra érezték sikerét. Hevesi műve a Nemzeti Színház Kamara Színházának létrejövetele, amellyel a magyar színpad új színt kapott. A Kamara Színház az ő vezetése alatt pompásan felvirágzott, megtalálta a maga stílusát, meghódította a közönséget és megteremtette a lehetőségeket az intimebb hatású darabok sikeres eljátszására.
1926-ban a Kisfaludy Társaság tagja lett. 1927-1932 között a Színművészeti Főiskola oktatója volt. 1929-ben a londoni egyetemen a magyar irodalomról és William Shakespeare-ről tartott előadásokat. 1933-tól haláláig a Magyar Színház rendezője volt.
1915. március 22-én házasságot kötött Budapest-Terézvárosban Oesterreicher Ignác és Engel Lujza lányával, Magdolnával.
Súlyos cukorbetegsége miatt többször megműtötték, hosszan tartó szenvedés után 1939-ben hunyt el. Végrendeletében a nyomorgó színészek megsegítéséről rendelkezett.

## Emlékezete
Nagykanizsán általános iskolát, Zalaegerszegen színházat, Budapesten az Eiffel Műhelyházban, mint az Operaház egykori főrendezőjéről, háziszínpadot neveztek róla.

## Színházi munkái

### Rendezőként
- Madách Imre: Az ember tragédiája
- Henrik Ibsen: Nóra (1906)
- Henrik Ibsen: A vadkacsa (1909)
- William Shakespeare: Antonius és Cleopátra
- William Shakespeare: Hamlet
- Mozart: A varázsfuvola
- Katona József: Bánk bán
- Klabund: A krétakör
- Móricz Zsigmond: Nem élhetek muzsikaszó nélkül
- Szép Ernő: Azra
- Lavery: Az úr katonái
- Heltai Jenő: A néma levente
- William Shakespeare: III. Richárd
- Voinovich Géza: Magyar passió (1931)
- Molnár Ferenc: A fehér felhő (1916)

### Íróként
- Házi tündér (1945)
- A Pál utcai fiúk (1946, 1959, 1995)
- A kőszívű ember fiai (1952, 1961, 1963, 1970, 1993, 1998)
- Pathelin mester (1958) (fordító is)
- Fekete gyémántok (1961)
- Az Aranyember (2001)

### Fordítóként
- Shaw: Blanco Posnet elárultatása (1945, 1963)
- Shaw: Szent Johanna (1945, 1955-1958, 1963)
- Molière: A fösvény (1945, 1951, 1993)
- Shaw: Pygmalion (1946-1947)
- Shaw: Olyan szép, hogy nem is lehet igaz (1946)
- Bretzner: Szöktetés a szerájból (1947, 1950, 1957, 1960-1962, 1968, 1975-1977, 1979-1980, 1987, 2003)
- Molière: A kényeskedők (1947, 1950)
- Shaw: Tanner John házassága (1948)
- Cammarano: A trubadúr (1948, 1951, 1954, 1961-1963, 1966, 1970, 1972-1974, 1979, 1985, 1991, 1995)
- Shaw: Blanco Posnet színvallása (1948)
- Wilde: Eszményi férj (1949, 1981)
- Gogol: Leánynéző (1950-1952)
- Molière: Scapin furfangjai (1951, 1984)
- Molière: Furfangos fickó (1953)
- Beaumarchais: A Sevillai borbély, avagy a hiábavaló elővigyázat (1953-1956, 1958, 1961-1962, 1986, 1990, 1994)
- Molière: Dandin György vagy a megcsúfolt férj (1954-1955)
- Shaw: Caesar és Cleopatra (1955, 1966)
- Carlo Goldoni: A fogadósné (1955, 1961)
- Shaw: Fekete papagáj (1957)
- Sardou-Najac: Váljunk el (1957-1959, 1961, 1965, 1977)
- Oscar Wilde: Hazudj igazat! (Bunbury) (1959-1960, 1965, 1968, 1970-1972, 1976, 1985-1986, 1995, 2000, 2003)
- Wilde: Lady Windermere legyezője (1959)
- William Shakespeare: A windsori víg asszonyok (1961)
- Shaw: A cárnő (1966)
- Shaw: A sors embere (1972)
- Shaw: Vissza Matuzsálemhez (1982)
- Shaw: Segítség! Orvos! (1992)
- Lavery: Az úr katonái (1995, 1998)
- Shaw: Candida (1998)

## Drámái
- Ámor játékai
- Az új földesúr
- Egy magyar nábob
- Régi jó világ
- Az apja fia (dráma, 1912)
- A Madonna rózsája (1915)
- A hadifogoly (1917)
- Görögtűz (vígjáték, 1918)
- Császár és komédiás (1919)
- 1514 (1921) – Vojnits-jutalommal elismert mű.
- Elzevir (vígjáték, 1925)
- Az Amazon (vígjáték, 1928)
- A bűvészinas (színmű, 1938)

## Művei
- Dráma és színpad (tanulmányok, 1896)
- A színjátszás művészete (1908)
- Az előadás művészete (1908)
- Mozart (1917)
- Az igazi Shakespeare és egyéb kérdések (1919)
- Shaw-breviarium (1922)
- Színház (1938)
- A drámaírás iskolája (tanulmányok, 1961)
- Amit Shakespeare álmodott (1964)
- Az előadás, a színjátszás, a rendezés művészete (1965)

## Forgatókönyvei
- Mire megvénülünk (1917)
- Petőfi (1922)
- Az aranyember (1936)